# 緋が走る
『緋が走る』（ひがはしる）は、ジョー指月原作・あおきてつお作画による漫画、およびそれを原作としたテレビドラマ。
『スーパージャンプ』（集英社）にて、1992年より1998年まで連載された。単行本は全15巻。1999年に『緋が走る～陶芸青春記～』のタイトルでテレビドラマ化された。また、続編『美咲の器－それからの緋が走る－』も1999年から2004年にかけて発表され、単行本は全9巻が刊行された。

## あらすじ
「緋」とは、朱より赤く炎より深く、そして、それが器の内なる部分より外へ向けて走り出す様。しかし、いまだ陶芸家は「緋色の器」を完成させたことがない。
主人公、松本美咲は萩の無名陶芸家、松本竜雪の娘であったが、ふるさとを後にして東京の大学で学んでいた。ある日、美咲は父からの突然の電話に呼び出され、萩へと戻る。しかしすでに父は亡くなっていた。彼の最後の言葉に従い、父の窯の中に残っていた作品を取り出すとき、奇妙な器が見つかる。器の側面に浮かび上がる鮮やかな赤。それこそが、陶芸に置いて最高の美とされる、「緋」であった。緋に魅せられた美咲は大学を中退し、本格的に陶芸を学ぶ決意をする。

### 「緋が走る～陶芸青春記～」
東京の大学生である松本美咲は、陶芸家である父の死後、跡を継ぎ、緋を走らせることを目標とする。まずは地元の斉藤巌の下で修業するが、美咲の才能をみとめ、長州流が身体にしみこむことを惜しみ、巣立たせる（1～2巻）。
独立した美咲に、日本海の荒海をイメージした豪快な料理「荒磯」にみあう湯飲み茶碗を作る依頼が来るが、若すぎるため不安を持った依頼主は、萩古城窯の木崎との共作とする。勝負。外見で荒々しさを表現した木崎に対し、使いやすくかつ湯飲みの内側に荒れる海を表現した美咲の作品が選ばれた（3巻）。
その審査員の一人から、萩焼のビアジョッキを依頼され成功した美咲は、萩21世紀会の「夏ミカンゼリーを供する器」というコンペに参加し、対立する大川窯からの妨害工作に負けず、野焼きで作陶し採用される（4～5巻）。
幻の「赤土部焼き」を再現するため、全国47の窯元に呼びかけがあり、ひょんなことから美咲にも白羽の矢が立った。その中から11人の陶芸家が選抜され丹波に集まり審査を潜り抜け、最終的には桜島山陶幹の作品を破り勝利する（5～7巻）。
地元ホテルの依頼で観光の目玉として「野焼きパック」を実施している最中、美食の義の器を作る陶芸家を探していた藤堂権左衛門と知り合い、最後数名の枠を選定するため、「赤」をテーマとする作品を出すよう依頼され、そのヒントを求めて佐渡の無名異焼を修行し、「緋沈み」の皿を作ることに成功し、それをもとに「緋結晶」の皿を作った（7巻～8巻）。
美食の義の器は徳利から箸に至るまでの17品目を作成し、それぞれトップのものを選定する争いであった。迷いのあった美咲だが、自分の不得意な品目を捨てるという勝負にでて、緋の焼き付きを出すことに成功したこともあり、翌朝の朝食の儀の勝負に進出する。尼子と同数を採択された。最終決戦として尼子と陶壁勝負となったが、辛勝する（8巻～10巻）。
美食の義の優勝賞金を元に、地元に「焼き物横町」を作ろうとするが、計画に反対する九鬼山と「毛利秀元が茶会で用いた12枚の皿」の再現を競うこととなった。素焼きをしないことで緋を走らせることに成功したが、肝心のお菊の皿としては不適であったため、勝負に負けた。しかし、美咲の力量を認めた九鬼山が、焼き物横町計画を承認した。（10巻～13巻）。
緋はもともと明王朝の時代に鈞家が「走緋」という作品で世に出たものであった。しかし、策略で「走緋」を打ち砕いた藍家は、それを恥じ、鈞家の墓前に緋を走らせた器を献上することを使命としていた。藍家当代の藍浦（代目誠）から、重要なヒントをもらい、最終的に緋を走らせることに成功する（13巻～15巻）。

### 「美咲の器－それからの緋が走る－」
緋を走らせることに成功した美咲だが、陶芸家としては「緋を走らせる」以外の修行をほとんどしておらず、自分の進むべき道に迷う美咲。そんな中、海野陶子が主催する湯布院での競技会の参加者50人の中の一人として美咲がノミネートされる。その中から40人に絞られる予選では、提出した作品を否定されるが、審査直前に再度提出し直した作品が認められ、本戦へと進む。本戦ではオブジェがテーマで、これまで経験がなかった美咲だが、湖を台座とする発想で、残り3人の最終審査へと歩みを進めた。最終審査では一人が棄権し、蛍手を用いた志乃の作品との勝負となるが、実用性に勝っていた美咲に軍配が上がる。（1巻）
その後、自分なりの器のヒントを模索して萩焼のるーつである韓国で修行を行う。そこで、緋と並ぶ「点の色」の存在を知り、それを再現すべく中国、インドネシア、タイ、トルコ、スペイン、フランス、ドイツと7つの秘釉を探し求め、70番目の「天の器」を完成させることに成功する（2～4巻）。
しかし、まだ修行が不足していると陶子。ひょんなことから、聖母の存在を知り、その足跡をたどるように大分（小鹿田焼）、長野（信楽焼）、愛知（常滑焼）、瀬戸の猿投山、美濃、益子と修行に回る。そして、ウトロで母と再会するも、すでに母は病魔に冒されており、母子で「雪化粧焼」を完成させると同時に逝去。高杉と結婚するも、母の目指していた「日本焼」の完成を目指す（5～9巻）

## 登場人物
- 松本美咲：主人公。
- 松本竜雪：日本で唯一「緋」を走らせたことがある陶芸家。美咲の父であり、名陶工師の藤崎星里の孫。
- 伊集院今日子：美咲の大学時代の友人。
- 戸辺民吉：愛称トーベェ。若いころ（20年前）刑務所に3年入り、刑期が終わる前に妻に離婚届を渡した。連載開始時は、斉藤の長州窯では弟子の中の長老格であった。後に独立。
- 高杉晋吾：本名　柴田晋吾。粘土などを扱う陶彩堂の社員で、社長の息子。親の七光りを嫌って母方の姓を名乗っている。
- 斉藤巌：長州窯の窯元で美咲の師匠
- 一柳乙彦：萩の名門・一柳窯の窯元。美咲の中学時代の同級生。
- 長安寺の和尚
- 木崎竜一郎：荒磯勝負の相手。自分の作品が売れず自殺（7巻）。
- 鬼頭三郎：越前出身の流れの焼き物職人。またの名を「ねじ立ての三郎」
- 藤堂権左衛門：今　魯山人と呼ばれる食通。箱根「月の茶屋」で執り行われる「美食の儀」の主催者
- 古屋七四郎：食の世界では「帝王」と呼ばれる、傑出した料理人
- 尼子龍之介：陶芸界の巨匠。
- 九鬼山：萩焼の実力者。美咲の焼き物横町計画に反対し、美咲と焼き物勝負をする。
- 藤重陶神：備前焼の人間国宝。

## テレビドラマ
NHK総合テレビジョン「水曜ドラマの花束」で1999年4月7日から5月12日まで放送された。

### キャスト
- 松本美咲 - 田中美里[2]
- 一柳乙彦 - 山田純大[3]
- 松本竜雪 - 永島敏行
- 静江 - 真野響子
- 林隆三
- 的場浩司
- 江口由起
- 一柳陶王 - 丹波哲郎

### スタッフ
- 原作 - ジョー指月[1]、あおきてつお[1]
- 脚本 - 冨川元文[1]
- 音楽 - 渡辺俊幸[1]

### サブタイトル
1. 美咲一番勝負
2. 荒磯湯のみ対決
3. 野焼き花勝負
4. 挑戦ビアジョッキ
5. 夏みかん器対決
6. 決戦! 美食の儀

| NHK総合テレビジョン 水曜ドラマの花束                | NHK総合テレビジョン 水曜ドラマの花束 | NHK総合テレビジョン 水曜ドラマの花束 |
| 前番組                                              | 番組名                               | 次番組                               |
| --------------------------------------------------- | ------------------------------------ | ------------------------------------ |
| 遠い親戚 近くの他人? 【ここまで水曜シリーズドラマ】 | 緋が走る                             | 女性捜査班アイキャッチャー           |

## 書誌情報
- ジョー指月（原作）・あおきてつお（作画） 『緋が走る』 集英社〈ジャンプ・コミックスデラックス〉、全15巻
  1. 1993年1月発行、ISBN 978-4088584911
  2. 1993年5月発行、ISBN 978-4088584928
  3. 1993年10月発行、ISBN 978-4088584935
  4. 1994年3月発行、ISBN 978-4088584942
  5. 1994年6月発行、ISBN 978-4088584959
  6. 1994年11月発行、ISBN 978-4088584966
  7. 1995年6月発行、ISBN 978-4088584973
  8. 1995年10月発行、ISBN 978-4088584980
  9. 1996年2月発行、ISBN 978-4088584997
  10. 1996年5月発行、ISBN 978-4088585000
  11. 1996年9月発行、ISBN 978-4088585215
  12. 1997年1月発行、ISBN 978-4088585222
  13. 1997年7月発行、ISBN 978-4088585239
  14. 1997年10月発行、ISBN 978-4088585246
  15. 1998年2月発行、ISBN 978-4088590059
- ジョー指月（原作）・あおきてつお（作画） 『美咲の器－それからの緋が走る－』 集英社〈ジャンプ・コミックスデラックス〉、全9巻
  1. 1999年6月発行、ISBN 978-4088590783
  2. 2000年8月発行、ISBN 978-4088591391
  3. 2001年4月発行、ISBN 978-4088591766
  4. 2002年1月発行、ISBN 978-4088592664
  5. 2002年6月発行、ISBN 978-4088593043
  6. 2002年12月発行、ISBN 978-4088593302
  7. 2003年6月発行、ISBN 978-4088593609
  8. 2003年12月発行、ISBN 978-4088593920
  9. 2004年5月発行、ISBN 978-4088594149